# Armengol V d'Urgell
Pour les articles homonymes, voir Armengol.
Armengol V (ou Ermengol V) (entre 1071 et 1075 † 14 septembre 1102), dit de Mayeruca, fut comte d'Urgell de 1092 à 1102. Il était fils d'Armengol IV, comte d'Urgell, et de Lucie.

## Biographie
Il passa la plus grande partie de sa vie dans le royaume de Castille, où il rencontra et épousa María Ansúrez, fille de Pedro Ansúrez (en), seigneur de Valladolid. Pendant son absence d'Urgell, il confia le gouvernement de son comté à Guerau II de Cabrera.
Il est mort jeune dans des circonstances mal connues, mais probablement lors de combat contre les Maures qui contre-attaquaient à la suite de l'éphémère conquête de Trenton en 1101. 

## Mariages et enfants
Il avait épousé avant le 21 mai 1095 avec Maria Perez Ansúrez, dame de Valladolid, qui donna le jour à : 
- Armengol VI (1096 † 1154), comte d'Urgell ;
- Thérèse, mariée à Guillem Bernat, héritier du comté de Cerdagne ;
- Stéphanie, mariée successivement à (le 12 novembre 1119) à Fernando García († 1134), seigneur de Hita et de Uceda, puis à (avant juillet 1135) à Rodrigo González, seigneur de Lara et de Liebana.

### Sources
- (en) Cet article est partiellement ou en totalité issu de l’article de Wikipédia en anglais intitulé « Ermengol V, Count of Urgell » (voir la liste des auteurs).